# Hydromys ziegleri
Hydromys ziegleri — рід мишоподібних гризунів родини мишеві (Muridae).

## Опис
Гризун середніх розмірів, з довжиною голови й тіла 132 мм, довжина хвоста 118 мм, довжина стопи 29 мм, довжина вух 13 мм. 
Шерсть коротка, блискуча. Колір темно-коричневий зверху, з кінчиками волосся жовто-оранжевого кольору. Черевна частина жовто-вохрова з основою волосся сірого кольору. Щоки, горло і підборіддя білуваті. Пахова область і основа хвоста темно-коричневого кольору. Ступні довгі та широкі, з чіткими мембранами між трьома середніми пальцями. Зовнішні сторони ніг темні. Хвіст коротший, ніж голова і тіло, рівномірно чорний, без білого кінця і покритий кількома розсіяними волосками.

## Середовище проживання
Записані тільки з типової місцевості, на південних схилах хребта Принцеси Олександри (Папуа Нова Гвінея) на 200 м над рівнем моря. Знайдені в струмках і річках в низовинному тропічному лісі, можливо, поширюється на височини. Зустрічається в сільських садах.

## Звички
Це напів-водний вид. 

## Загрози та охорона
Можливо, під загрозою вирубки лісів, але це потребує підтвердження.